# Erannis destrigata
Erannis destrigata là một loài bướm đêm trong họ Geometridae.